# Johann Theodor Peek

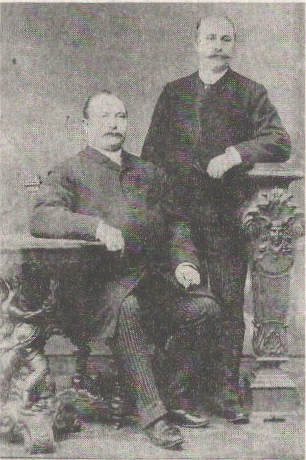
Johann Theodor Peek und Heinrich Cloppenburg (vor 1900)

Johann Theodor Peek (* 2. Mai 1845 in Grönheim, Großherzogtum Oldenburg; † 11. Dezember 1907 in Berlin) war ein deutscher Unternehmer.

## Herkunft
Johann Theodor Peek wurde als jüngstes Kind von Wilhelm Heinrich Peek (* 1796, † 1859) und Maria Elisabeth Peek, geb. Grever (* 1802,† 1884) in Grönheim geboren. Aus der Ehe sind 8 Kinder hervorgegangen. Sein ältester Bruder Gerd Wilm Peek (* 1826) übernahm den elterlichen Hof mit Schankwirtschaft, den dessen Nachkommen noch heute als Gaststätte Peek betreiben.

## Unternehmer in den Niederlanden
Johann Theodor Peek hingegen verließ den elterlichen Hof und traf 1866 oder 1867 auf den aus der Nähe stammenden Heinrich Cloppenburg (1844–1922). Spätestens 1868 waren beide in holländischen Manufakturwarengeschäften in Zwolle und Rotterdam als Lehrlinge tätig und machten eine harte Lehrzeit durch, scheuten auch nicht davor zurück, ihre Kunden in den umliegenden Dörfern aufzusuchen.
Die beiden Männer gründeten 1869 gemeinsam in Rotterdam ein niederländisches Textilgeschäft namens Peek & Cloppenburg. Der Anfang war klein und bescheiden, beruhte aber auf einer gesicherten finanziellen Grundlage, mit deren Hilfe sie die ersten Schwierigkeiten der Neugründung überwanden. Bei der weiteren Entwicklung konnten die jungen Unternehmer auf Angehörige und Freunde zurückgreifen, die sie teils aus der oldenburgischen Heimat nachkommen ließen, teils in den Niederlanden antrafen. Kaum 20 Jahre nach der Gründung des Handelshauses in Rotterdam bestanden schon Filialen in Amsterdam, Den Haag, Breda, Leeuwarden, Groningen, Haarlem, Leiden und Utrecht.

## Unternehmer in Deutschland
Im Jahr 1900 gründeten sie eine eigene Gesellschaft in Deutschland, auch Peek & Cloppenburg genannt, und eröffneten 1901 eine erste Filiale in Düsseldorf.
Der älteste Sohn von Heinrich Cloppenburg war James Cloppenburg. Er gründete im selben Jahr 1901 ein Geschäft in Berlin. Dieses war spätestens 1911 mit der väterlichen Firma zusammengelegt worden, daraus entwickelte sich Peek & Cloppenburg (Düsseldorf).
Johann Theodor Peek starb 1907 in Berlin im St. Hedwig-Krankenhaus. Die Gründung des anderen nach ihm benannten Unternehmens Peek & Cloppenburg (Hamburg) 1911 hat er nicht mehr erlebt.

## Familie
Seine Ehefrau Maria Henrica Geertruida Peek, geb. Geuien (* 12. November 1846 in Bergh (Gelderland); † 2. Oktober 1910 in Den Haag) hatte er am 17. August 1871 in Gendringen geheiratet. Sie wohnten in Utrecht. Aus der Ehe gingen neun Kinder hervor:
- Theodorus Lambertus Johannes Peek (1872–1926)
- Henricus Wilhelmus Antonius Peek (1873–1920)
- Johannes Gerhardus Henricus Peek (1875–1936)
- Wilhelm August Maria Peek (1877–1933)
- Maria Bernardina Johanna Theodora Peek (1879–1937[8])
- Elisabeth Maria Hermina Catharina Peek (1881–1885)
- Anton Johann Bernard Marie Peek (1883–1932)
- Anna Maria Alphonsa Peek (1885–1956)
- Totgeborenes Kind N.N. Peek (1888)

Die erstgenannte Tochter Maria (* 1879) heiratete 1901 James Cloppenburg (1877–1926), ihr gemeinsamer Sohn James Cloppenburg jr. (1902–1986) ist somit der gemeinsame Enkel beider Firmengründer. Dessen Sohn Harro Uwe Cloppenburg (1940–2023) leitete die Firma bis 2019 und blieb ihr noch bis zu seinem Tod im Jahre 2023 eng verbunden.
Auch zahlreiche Nachkommen namens Peek waren im Unternehmen aktiv. Im Jahre 1999 verließ mit der Pensionierung von Hans Peek der letzte Vertreter der Familie mit Namen Peek das Management des Düsseldorfer Unternehmens.